# Apogon atricaudus
Apogon atricaudus es una especie de pez de la familia de los apogónidos en el orden de los perciformes.

## Morfología
Los machos pueden alcanzar los 8 cm de longitud total.

## Distribución geográfica
Se encuentran al este del Pacífico central: desde el sur de California (Estados Unidos) hasta el golfo de California.